# 戸沢正庸
戸沢 正庸（とざわ まさつね）は、出羽新庄藩の第3代藩主。

## 生涯
寛文4年（1664年）5月4日、戸沢家の重臣・楢岡兵右衛門友清の四男として生まれる。貞享3年（1686年）5月19日、第2代藩主・正誠の養嗣子となり、貞享4年（1687年）12月に従五位下、下野守に叙任される。宝永7年（1710年）2月16日、養父の隠居により家督を継いだ。上総介、ついで中務大輔に叙任される。
父の友清は正誠の実母の弟であり、母も藩重臣の戸沢清房（戸沢政房の子）の娘であったことから、実子が相次いで早世した正誠により養嗣子として指名された。ただし養子縁組の際には正誠の血を引く者を継嗣とすることを厳命され、また正誠は隠居後もその死去まで実権を放さなかった。
正誠死後に表面化した藩の財政難を解決するため、家臣の知行削減や御用金を課したりしている。元文2年（1737年）12月6日、三男の正勝に家督を譲って隠居し、大和守に遷任した。
元文5年（1740年）12月27日に死去した。享年77。

## その他
著名な元禄赤穂事件において、浅野長矩が刃傷に及ぶ前、正庸や伊予大洲藩主の加藤泰恒が、日光社参・東照宮法会の際に受けた吉良義央からのいじめを浅野に伝え、お役目を終えるまで耐えよ、と諭したという話が『冷光君御伝記』や『赤穂義人録』などに記されているが、史実では誤りである。
戸沢正庸が藩主になるのは宝永7年（1710年）であり、事件および長矩の死より相当の年月が経過している。家督前の世子が幕府の饗応役を務める例は皆無であった。また、寛文3年（1663年）の日光法会の際、加藤泰恒はわずか3歳であり、享保13年（1728年）の法会の時点では既に死去している。

## 系譜
父母
- 楢岡友清（実父）
- 戸沢清房の娘（実母）
- 戸沢正誠（養父）

側室
- 円成院

子女
- 戸沢正賀（次男）
- 戸沢正勝（三男）
- 戸沢正諶（四男）生母は円成院（側室）
- 戸沢庸祝（五男）
- 戸沢正備（七男）
- 戸沢正愛（八男）
- （九男）
- 板倉勝暁正室

ほか娘7名
養子
- 戸沢正成 ー 鳥居成勝の三男